# GAZ-13 Čajka
GAZ-13 Čajka nebo též GAZ-M13 Čajka je luxusní automobil vyráběný jako sedan, limuzína a v omezeném počtu též jako kabriolet v továrně GAZ (zkratka názvu Gorkovskij Avtomobilnyj Zavod) od roku 1959 do roku 1981 jako první generace automobilů v řadě Čajka.

## Historie
GAZ M13 Čajka byl poprvé představen v roce 1958. Výroba probíhala od roku 1959 do roku 1981, celkem bylo vyrobeno 3179 vozů v různých karosářských verzích. Vůz byl poháněn osmiválcem V8 o objemu 5,5 litru a výkonu 195 koní (přibližně 143 kW) a vybaven třístupňovou automatickou převodovkou podobné konstrukce jako PowerFlite firmy Chrysler. 
Vůz se vyráběl jako sedan (GAZ 13 bez dodatečného písmenného označení, limuzína (GAZ 13A) a jako čtydveřový kabriolet (GAZ 13B), kde střecha byla ovládána elektrohydraulicky. Kabriolet byl vyráběn v letech 1961 a 1962 pro oficiální slavnostní přehlídky.
Automobilové závody v lotyšské Rize vyráběly v 60. letech též verzi GAZ 13A Universal, což bylo kombi. Toto kombi bylo vyráběno též ve verzi GAZ 13C, což byla sanitka, několik vozů bylo upraveno též jako pohřební vůz. Omezený počet vozů bylo též vyrobeno a speciálně vybaveno pro potřeby Mosfilmu.
Jako luxusní vůz Čajka byla k dispozici jen pro členy sovětské vlády a vysoké funkcionáře KSSS, běžní občané si vůz nemohli koupit (mohli si ho však pronajmout na svatební obřad). Čajka byla využívána též sovětskými velvyslanci a prvními nebo generálními tajemníky komunistických (příp. levicových) stran ve „spřátelených zemích“ (např. NDR, Severní Korea, Bulharsko, Maďarsko, Mongolsko a Finsko). Jeden vůz daroval první tajemník ÚV KSSS Nikita Chruščov kubánskému vůdci Fidelu Castrovi. Při jejich návštěvách Sovětského svazu obdrželi jako dar po jedné limuzíně též král Laosu Sisavang Vatthana a král Kambodže Norodom Sihanuk. Sám Chruščov preferoval vozy Čajka oproti značce ZIL (do roku 1956 ZIS), což byly rovněž luxusní limuzíny pro sovětské státnické a diplomatické účely. Proto jeden vůz měl na svém letním sídle (na „dače“). Pro větší velikost a výkonnější motor V8, určitý počet vozidel Čajka byl objednán rovněž pro potřeby KGB. Maximální rychlost byla necelých 160 kilometrů za hodinu.
Většina vozidel Čajka byla vyrobena jako sedan. Verze M13B (kabriolet) se vyráběla jen po dva roky (1961 a 1962). Výroba modelu GAZ-M13 Čajka byla ukončena v roce 1981. Nahradil ho model GAZ-M14 Čajka, který se vyráběl od roku 1977 (čtyři roky se tedy oba modely vyráběly souběžně). Fandové veteránů často poukazují na to, že vzhled zejména rané produkce GAZ-M13 Čajka se v mnohém podobá americkému vozu Packard, model 1955–56. Nicméně Packard, model 1955–56 vykazuje podobnost také s ranějším sovětským vozem ZIS-112 z roku 1951 (tedy několik let před uvedením vozu Packard na trh).

## Fotogalerie

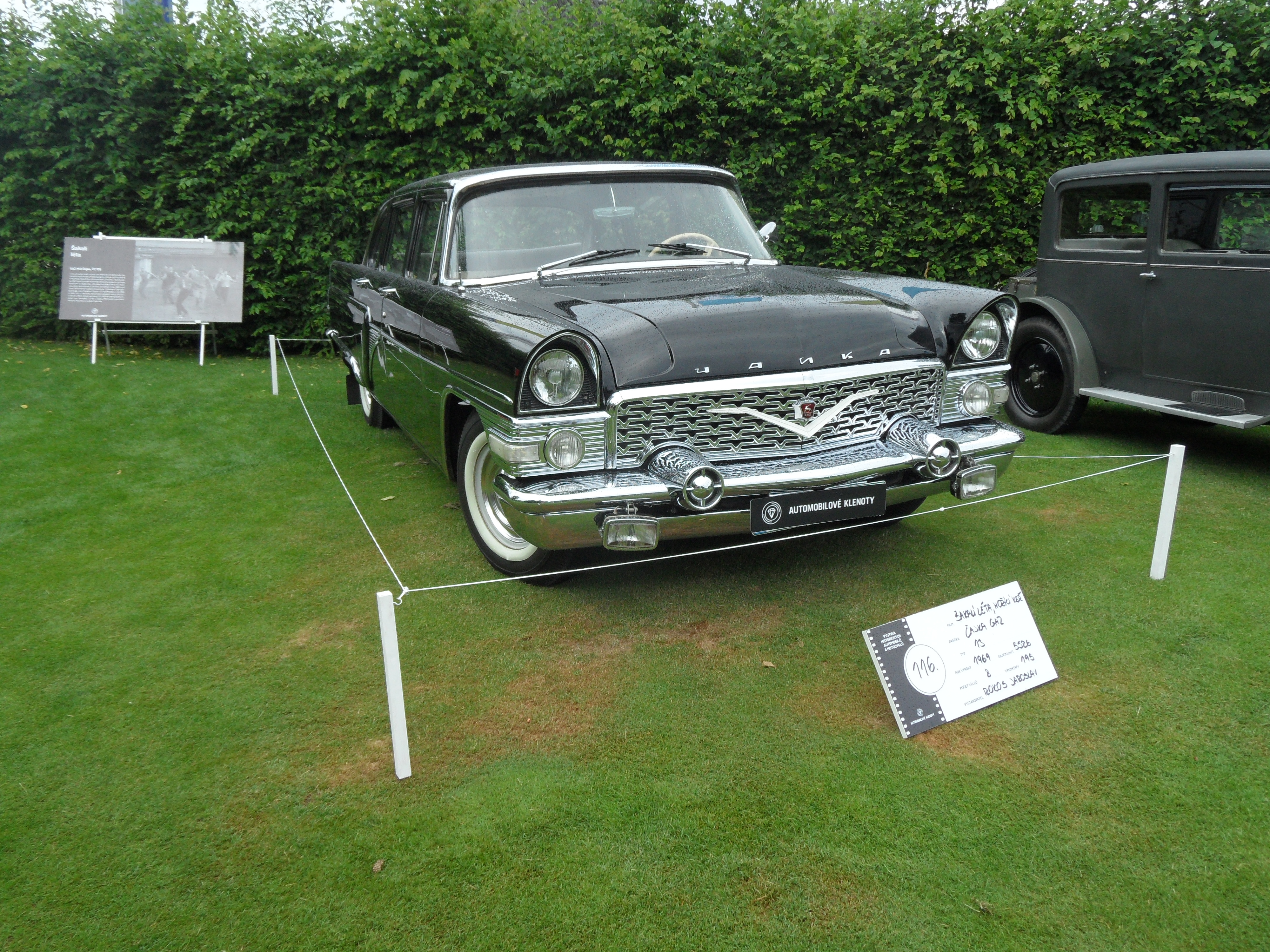
Čajka (1969) z filmu Šakalí léta na Automobilové klenoty 2019
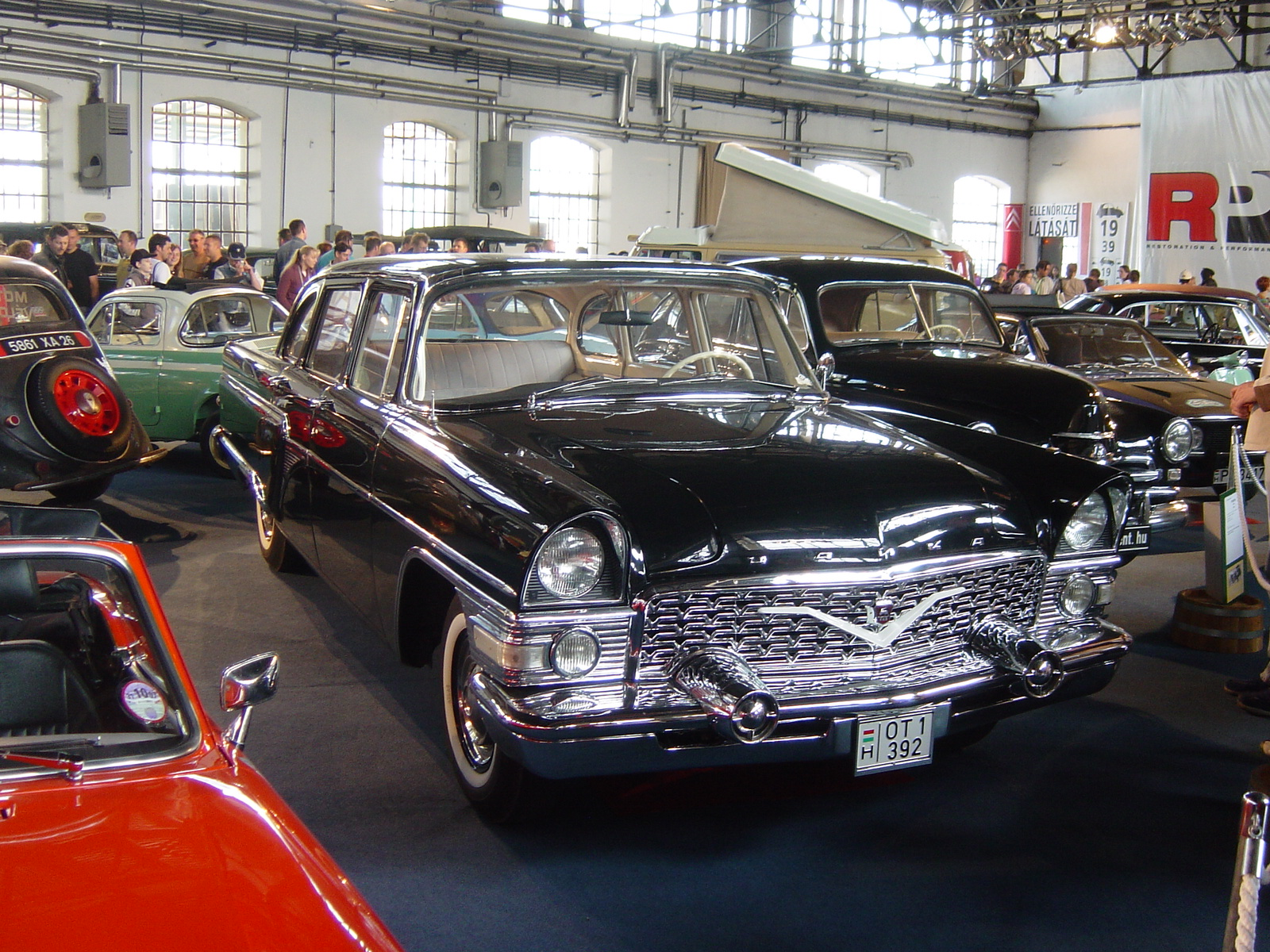
GAZ-13 Čajka: verze sedan
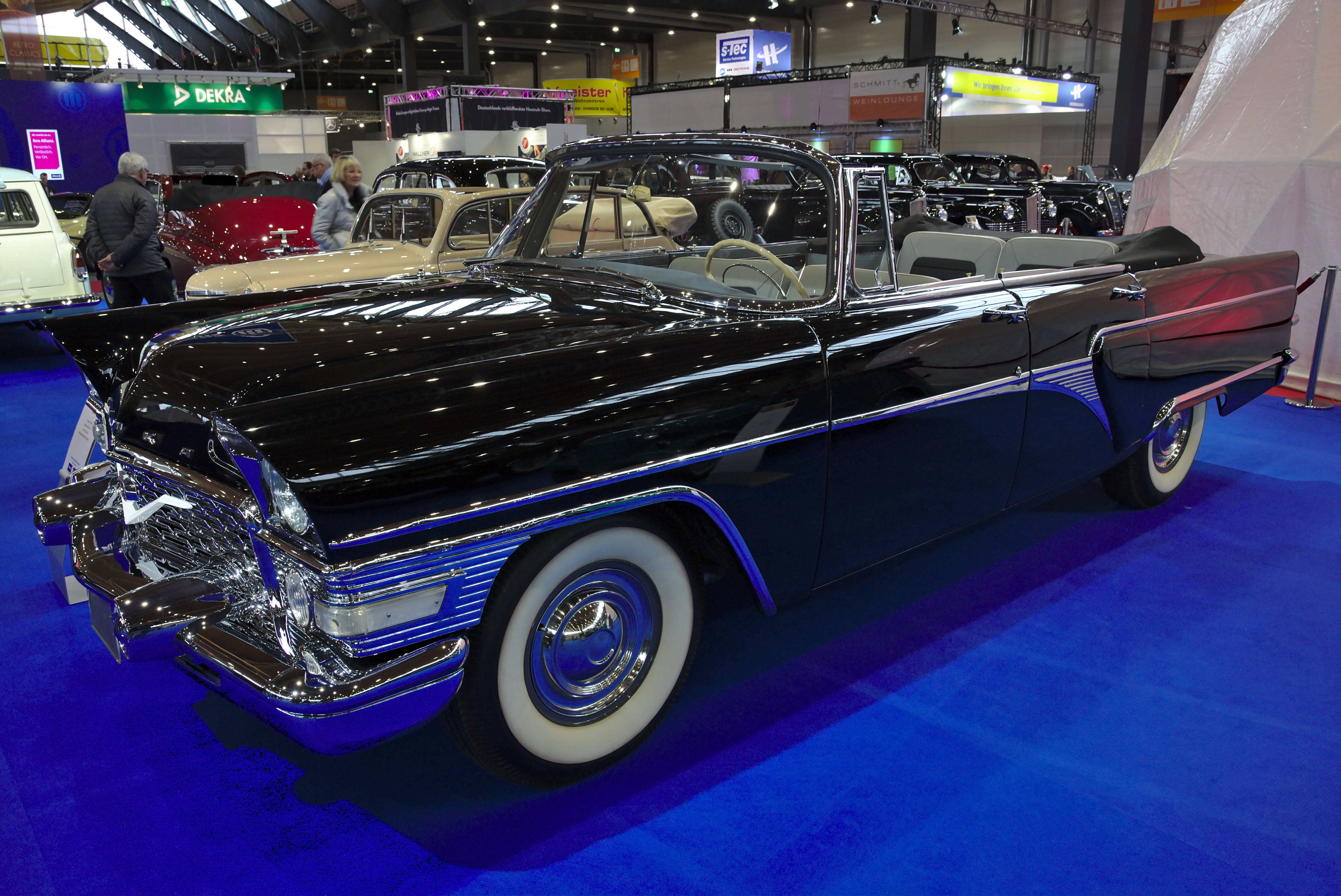
GAZ-13 Čajka: verze kabriolet
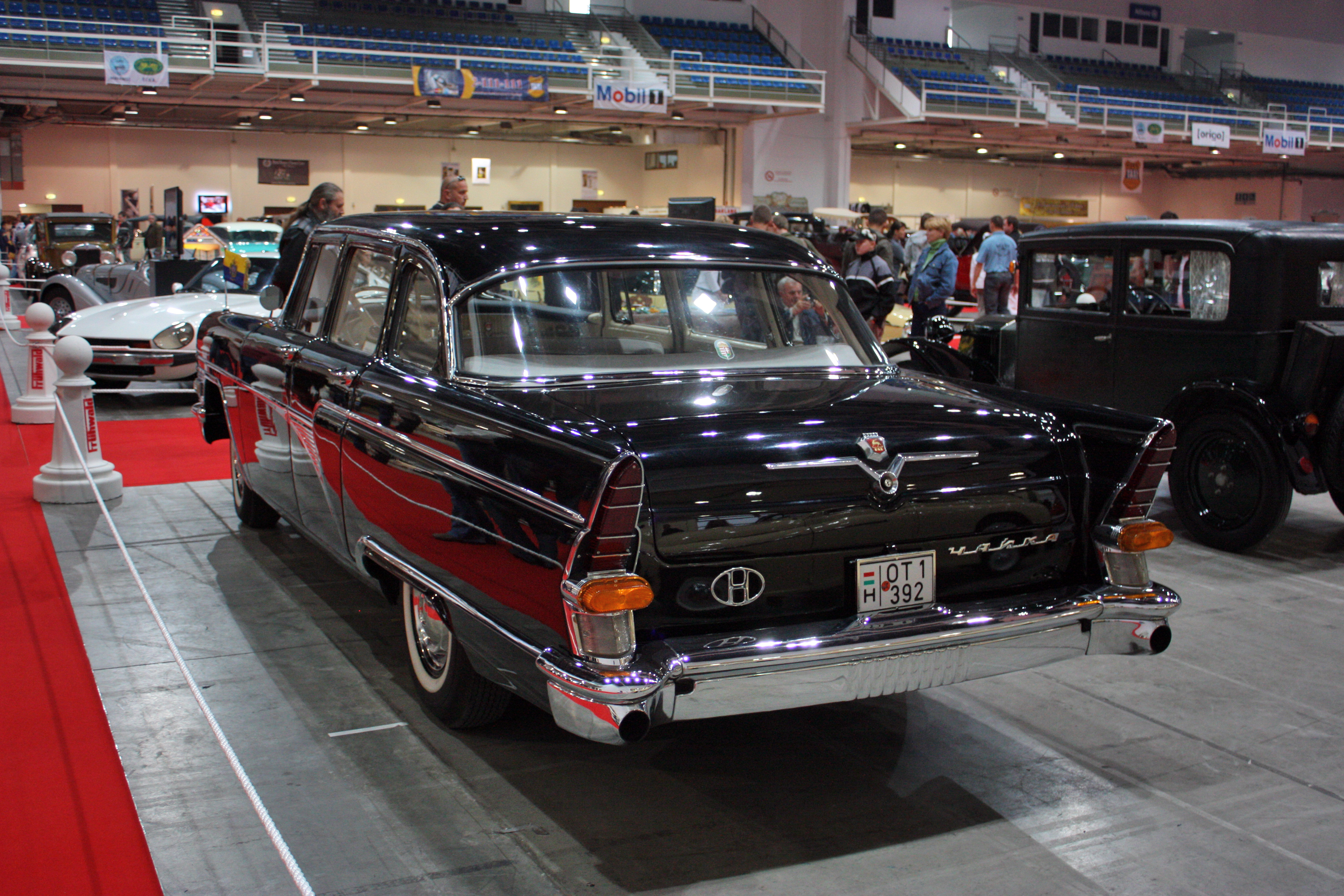
Zezadu: všimněte si výfuku integrovaného do nárazníku a „křídel“ ve stylu „amerik“ z konce 50. let
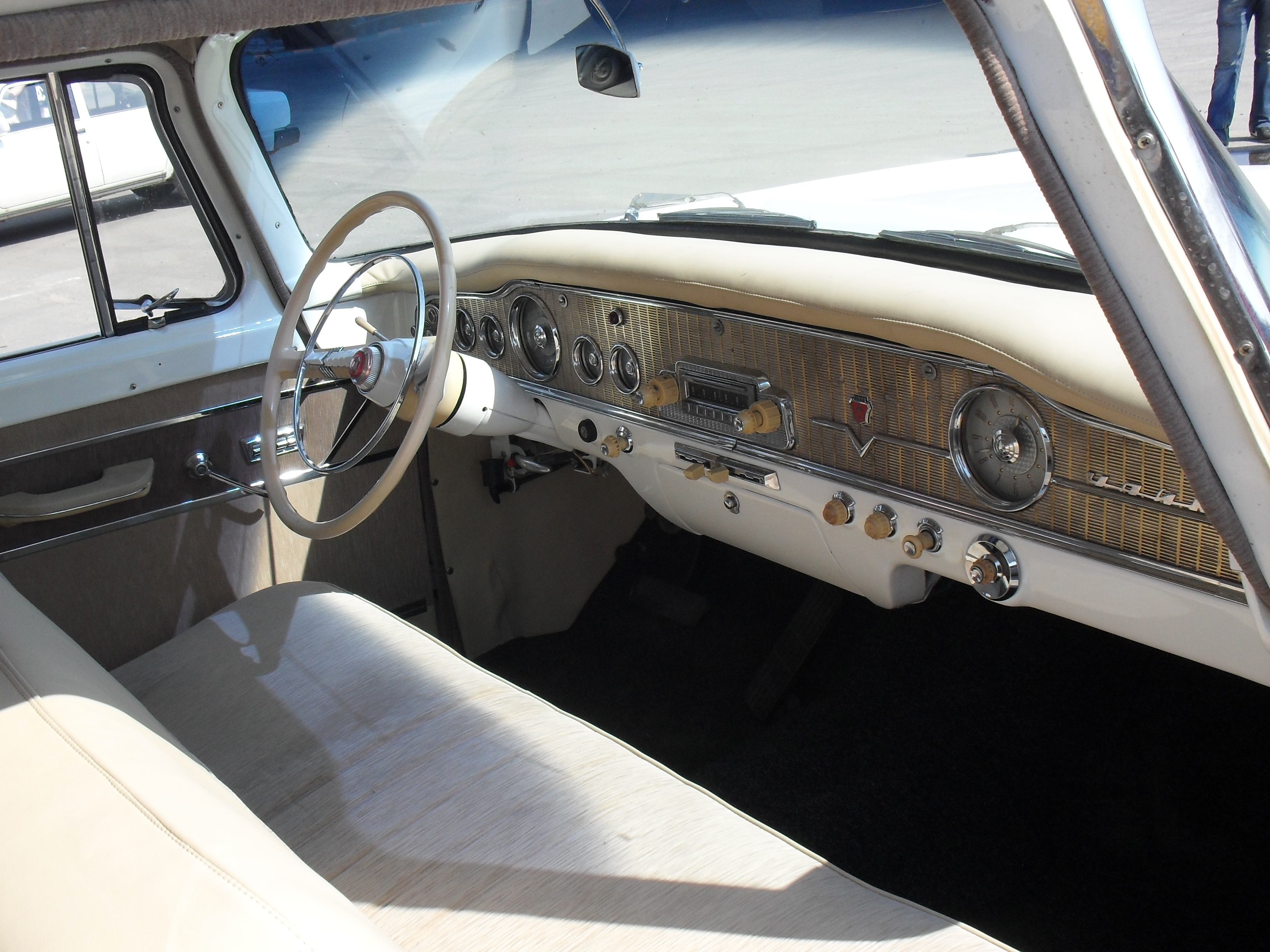
Interiér vozu GAZ-13 Čajka